# Wood-Plastic-Composite-Thermoformen
Wood-Plastic-Composite-Thermoformen ist die dauerhafte Formänderung von holzfaserbewehrten thermoplastischen Kunststoffen (Wood-Plastic-Composite, kurz: WPC). Hierbei handelt es sich um ein Additivverfahren, bei dem bereits hergestellte Halbzeuge nachträglich erhitzt und in eine neue Form gebracht werden können. Die enthaltene Holzfaser kann zu abweichenden Materialreaktionen gegenüber dem Thermoformen von reinen Kunststoffen führen.

## Hintergrund
Thermoformen ist für konventionelle thermoplastische Kunststoffe bereits Stand der Technik. Wood-Plastic-Composites (WPC) hingegen werden hauptsächlich extrudiert oder unter Spritzgussverfahren verarbeitet. Thermoformen kann WPC weiteres Anwendungspotential eröffnen. Jedoch ist wenig bekannt, wie sich relevante Werkstoffeigenschaften unter einem nachträglichen Erhitzen und Verformen ändern. Da WPCs unterschiedliche Holzfasergehalte bis 80 Volumen-% besitzen, ist das Werkstoffverhalten nur schwer zu generalisieren. Wie die Holzfaser in Kunststoff auf Hitze regiert, wurde für ausgewählte Werkstoffeigenschaften bereits untersucht. Demnach sollten Umformtemperaturen 200 °C nicht überschreiten. Hohe Temperaturen unterstützen zwar den Prozess, schwächen aber auch die Verbundkraft zwischen Holzfaser und Polymermatrix, was die Materialfestigkeit herabsetzt. WPC-Thermoformen erfolgt bestenfalls anwendungsorientiert, indem es auch die Anforderungen aus Nutzersicht an das umgeformte Material im späteren Produkt berücksichtigt. Ziel ist dann, die Prozesstemperatur so hoch wie erforderlich einzustellen, um Thermoformen zu erleichtern, aber nicht höher als notwendig, damit sich die Holzfaser nicht thermisch zersetzt.

## Bisherige Forschung
Es gibt zwei mögliche Verfahren des Thermoformens für WPC, bei denen als Prozessvariablen die Temperatur (TEM), die Heizdauer (DUR), der Pressruck (PRES), der Holzfasergehalt (FIB) und auch der Biegeradius (RAD) das Umformergebnis beeinflussen. Im Online-Prozess wird das Werkstück unmittelbar nach Verlassen des Extruders bei noch hohen Temperaturen (> 150 °C) dauerhaft verformt und anschließend abgekühlt. Hierbei spielt lediglich die Umformtemperatur (TEM) eine Rolle. Im Offline-Prozess wird ein bereits abgekühltes WPC-Halbzeug mittels Heißpresse wieder erhitzt und unmittelbar danach umgeformt. Neben der Heißpresstemperatur (TEM) könnte auch die Heizdauer (DUR) und die Presskraft (PRES) das Prozessergebnis beeinflussen.
Für den Offline-Prozess wurden unter dem Forschungsansatz Compolytics bereits erste laborexperimentelle WPC-Studien unter variablem Holzfasergehalt (FIB) durchgeführt. Ziel war, die Effektstärke der Prozessvariablen TEM, DUR und PRES auf wesentliche Materialeigenschaften nach Thermoformen zu quantifizieren. Für WPC mit HDPE(hochdichtes Polyethylen)-Matrix zeigte die Heißpress- bzw. Umformtemperatur (TEM) zwischen 105 °C und 160 °C den größten Effekt, die Heißpressdauer zwischen 4 Minuten und 10 Minuten und die Presskraft zwischen 5,3 MPa und 10,6 MPa hatten kaum Einfluss auf die WPC-Materialreaktion infolge Thermoformen. Die Umformtemperatur veränderte die physikalischen Werkstoffeigenschaften, wie Dichte, Farbe und Wasseraufnahme, mehr als mechanische Parameter, wie Bruchkraft oder Schlagzähigkeit. Thermisches Umformen von WPC wirkt somit kritischer in Anwendungen, bei denen Aspekte der Dauerhaftigkeit im Vordergrund stehen, wie z. B. Verpackungen. Für Produkte, bei denen die Tragfähigkeit maßgebend wird, z. B. untergeordnete Bauanwendungen, sind vergleichsweise weniger Effekte zu erwarten. In Studien wurde auch der Unterschied zwischen HDPE-WPC mit geringerem Holzfasergehalt (FIB = 50 Vol-%) und hohem Holzanteil (FIB = 70 Vol-%) getestet. Hier zeigte sich, dass ein höherer Faseranteil einer Verschlechterung mechanischer Kennwerte infolge Heißpressen entgegenwirkt. Ein solcher Verbesserungseffekt konnte für physikalische WPC-Eigenschaften nicht beobachtet werden.

## Ausblick
Die Literatur belegt die Anwendbarkeit der Standardtechnologie des Thermoformens auch bei Wood-Plastic-Composites. Effekte sind primär abhängig von der Umformtemperatur und Holzfasergehalt. Insgesamt weisen bisherige Veröffentlichungen auf ein geringes Standardisierungspotential dieser Produktionstechnologie für WPCs hin, da entsprechende Compounds vielfältig in der Faser- und Kunststoffzusammensetzung sind. Entwicklungen sollten daher Compound-spezifisch erfolgen und unter Berücksichtigung anwendungsrelevanter Parameter.